# USS LST-647
O USS LST-647 foi um navio de guerra norte-americano da classe LST que operou durante a Segunda Guerra Mundial.